# Wolfgang Ketterer
Wolfgang Ketterer (* 9. September 1920 in Bräunlingen; † 14. Oktober 2009 in Kreuth) war ein deutscher Auktionator und Kunsthändler.

## Leben
Wolfgang Ketterer wuchs als jüngstes von fünf Kindern in Bräunlingen auf. Mit 14 Jahren begann er eine Lehre im Eisenhandel und wurde 1939 zum Kriegsdienst eingezogen.
Nach dem Zweiten Weltkrieg trat Ketterer 1947 in das Stuttgarter Kunstkabinett ein, das sein Bruder Roman Norbert gegründet hatte. Er arbeitete dort als Bürochef, Warenbeschaffer und Auktionsprotokollant. 1953 trennte er sich nach Spannungen vom Geschäft seines Bruders und verkaufte selbstständig Druckgraphiken über den Versandweg. Zu seinen größten Verkäufen in dieser Zeit gehörte ein Edvard-Munch-Gemälde zum Preis von 370.000 DM.
1954 gründete er eine Galerie in Stuttgart. 1965 ging er nach München und quartierte sich im ehemaligen Atelier des Malers Franz von Stuck im heutigen Museum Villa Stuck ein. Sein Monatsumsatz machte zu dieser Zeit etwa 100.000 DM aus. 1968 begann er mit Kunstauktionen. Zwei Auktionen mit Moderner Kunst reichten aus, um ihn an die Spitze des Kunstmarktes zu bringen. Bei der ersten Auktion versteigerte Ketterer zwar nur ein Drittel des Auktionsgutes und zum Teil unter Wert, dennoch machte der Umsatz etwa 2 Millionen Mark aus. Werke von Salvador Dalí, Pablo Picasso, Max Ernst und Paul Cézanne standen zur Versteigerung. Später nahm er Spezialgebiete wie Jugendstil und Asiatika in sein Programm auf. Für Kontroversen sorgte eine Mitarbeit an dem Buch Das Recht der Bildenden Kunst von Horst Locher, das neben einer Reihe anderer Kunsthändler auch Ketterer selbst belastete. Das Kapitel Unlautere Beeinflussung des Versteigerungsablaufes beschäftigte sich mit der juristischen Seite der illegalen Beeinflussung von Versteigerungen.
In den 1970er Jahren präsentierte er internationale Ausstellungen mit Künstlern wie Horst Janssen, Oskar Kokoschka und Henry Moore. 1977 gründete er eine ständige Repräsentanz in New York. Im Sommer 1982 bezog er neue Räumlichkeiten im Carolinenpalais. 1989 übernahm er das Auktionshaus F. Dörling.
Wolfgang Ketterer zählt zu den bedeutenden Kunsthändlern der bundesdeutschen Nachkriegsgeschichte. Die Süddeutsche Zeitung bezeichnete ihn als einen Mann, „der 30 Jahre lang (…) das Kunstklima der Stadt München entscheidend beeinflusst (…) hat“.
1994 setzte er seinen Sohn Robert als Geschäftsführer der neugegründeten Firma Ketterer Kunst ein und ging in den Ruhestand.